# ジェームズ・マースターズ
ジェームズ・マースターズ（James Wesley Marsters、1962年8月20日 - ）は、アメリカ合衆国の俳優・音楽家。『バフィー 〜恋する十字架〜』、『エンジェル』のスパイク役が有名。

## 主な出演作品

### テレビ
- バフィー 〜恋する十字架〜 Buffy the Vampire Slayer (1997-2003)
- エンジェル Angel (1999-2004)
- ヤング・スーパーマン Smallville (2005-2008) - ブレイニアック
- WITHOUT A TRACE/FBI 失踪者を追え! Without a Trace (2007-2008)
- 秘密情報部トーチウッド Torchwood (2008) - キャプテン・ジョン・ハート
- スター・ウォーズ/クローン・ウォーズ（テレビシリーズ） Star Wars: The Clone Wars (2008-)
- Hawaii Five-0 Hawaii Five-o (2010-)
- ドラゴンボール超 Dragon Ball Super(2015-2018) - ザマス(英語版吹き替え、David Gray名義)

### 映画
- TATARI タタリ House on Haunted Hill (1999)
- クールマネー Cool Money (2005)
- ファイナル・デッド ダーク・ウォッチャー "Shadow Puppets"（2007）
- DRAGONBALL EVOLUTION Dragonball Evolution (2009) - ピッコロ大魔王